# Woodford County (Kentucky)
Woodford County is een county in de Amerikaanse staat Kentucky.
De county heeft een landoppervlakte van 494 km² en telt 23.208 inwoners (volkstelling 2000). De hoofdplaats is Versailles.

## Geboren
- Charles W. Field (1828-1892), beroepsofficier en Zuidelijke generaal tijdens de Amerikaanse Burgeroorlog